# پایگاه نیروی هوایی پاکستان در چاکلالا
 پایگاه نیروی هوایی پاکستان در چاکلالا (به انگلیسی: PAF Base Chaklala) یک فرودگاه نظامی است . این فرودگاه در شهر راولپندی کشور پاکستان قرار دارد .